# Modern Art Museum of Fort Worth

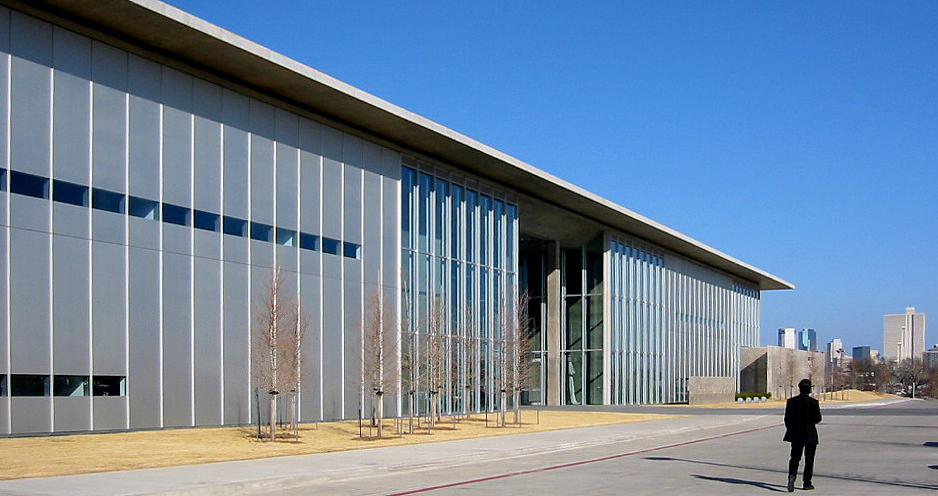
Modern Art Museum of Fort Worth

Das Modern Art Museum of Fort Worth hat sich aus einer ursprünglichen Gründung des Jahres 1892 über mehrere Namensänderungen und Standorte in der texanischen Stadt Fort Worth entwickelt. Seine heutigen Aufgaben sind, internationale Entwicklungen in der Kunst der Zeit nach dem Zweiten Weltkrieg in allen ihren Formen zu sammeln, auszustellen und zu interpretieren.

## Bauwerk und Lage
Die Museumsgebäude wurde im Jahre 2002 der Öffentlichkeit übergeben. Architekt ist der Japaner Tadao Andō. Die Gebäude sind fünf langgestreckte Pavillons, die sich in einer davorliegenden Wasserfläche widerspiegeln.
Das Museum ist Teil eines Kulturbezirks der Stadt, in dem sich noch zwei weitere Museen befinden, das Kimbell Art Museum des Architekten Louis I. Kahn und das Amon Carter Museum, entworfen von Philip Johnson.

## Ausstellungsfläche und Sammlung
Auf ca. 4.900 m² Ausstellungsfläche werden die mehr als 2.600 Arbeiten der Nachkriegskünstler gezeigt, die sich im Besitz des Museums befinden. Dazu gehören neben vielen anderen auch Werke von Pablo Picasso, Anselm Kiefer, Robert Motherwell, Jackson Pollock, Gerhard Richter, Susan Rothenberg, Richard Serra, Andres Serrano, Cindy Sherman und Andy Warhol.

## Sonderausstellungen
Das Museum besitzt auch Flächen, auf denen regelmäßig Sonderausstellungen zum Sammelgebiet gezeigt werden.
- 2012: Lucian Freud. Portraits.
- 2015: Focus: Mario Garcia Torres.